# Mramotice
Mramotice (něm. Mramotitz) je vesnice, část okresního města Znojmo. Nachází se asi 6,5 km na severozápad od Znojma. Je zde evidováno 148 adres. Trvale zde žije 426 obyvatel.
Vesnice Mramotice byla dříve samostatnou administrativní jednotkou. V roce 1980 se přidružila k městu Znojmu. Protéká zde Mramotický potok.
Mramotice je také název katastrálního území o rozloze 6,05 km2. V katastrálním území Mramotice leží i Kasárna.

## Název
Jméno vsi bylo odvozeno od osobního jména, které s největší pravděpodobností znělo Pravota, místní jméno Pravotici tedy označovalo Pravotovy lidi. Jméno bylo všelijak hláskově pozměňováno (doloženy podoby Mravitic, Bragotiz, Brawatiz), až na ojedinělé Mravotice z 19. století se v 17. století ustálilo Mramotice.

## Kultura
Ve vesnici se nachází základní a mateřská škola, knihovna, fotbalové i dětské hřiště, hřbitov s malou obřadní síní či orlovna.

## Pamětihodnosti
- Kostel Panny Marie Bolestné z let 1838–1839
- Zvonice na návsi z roku 1764
- Kříž před zvonicí
- Zděná výklenková kaplička z 19. století
- Pomník obětem první světové války u kostela

## Galerie

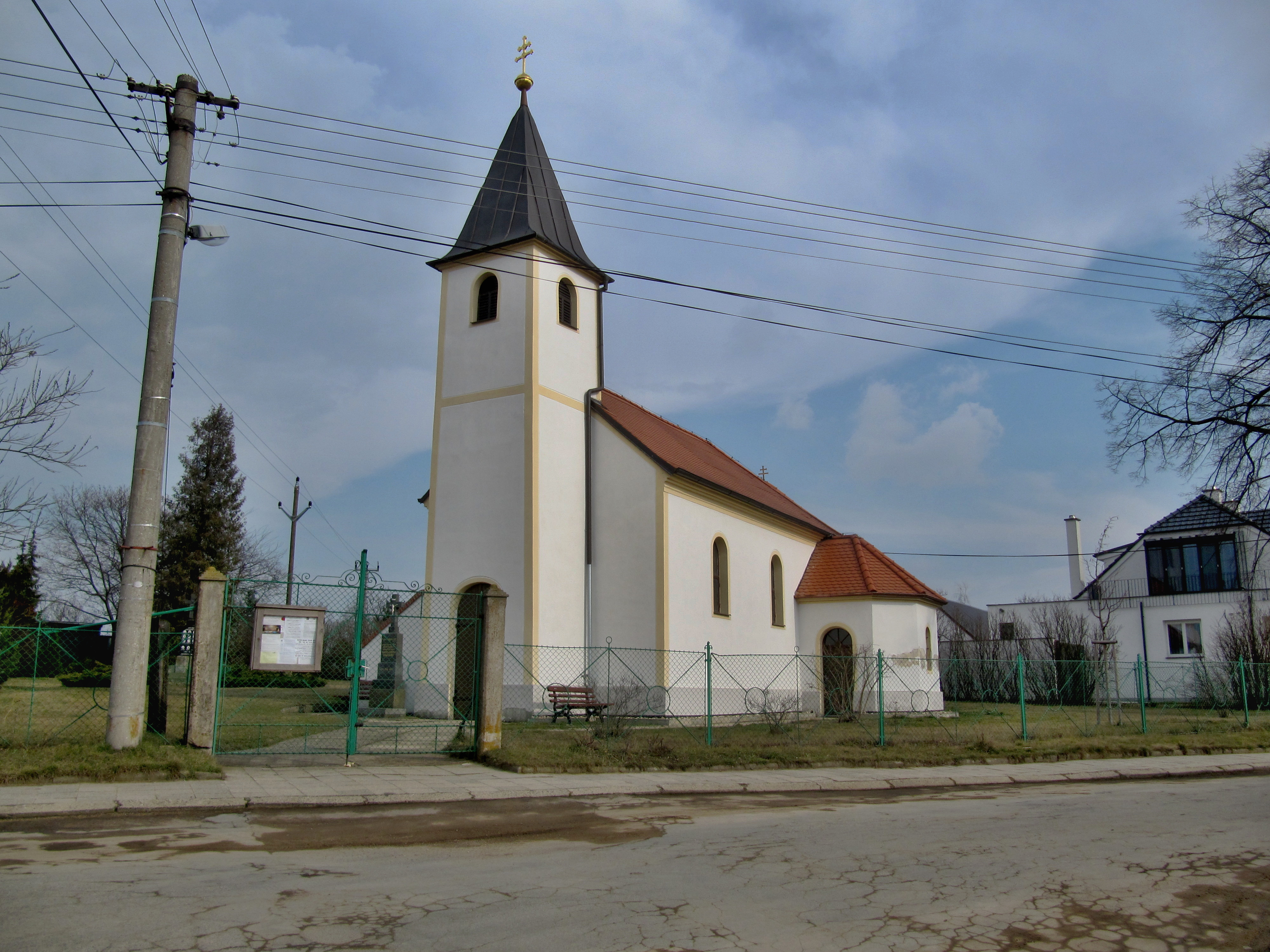
Kostel Panny Marie Bolestné
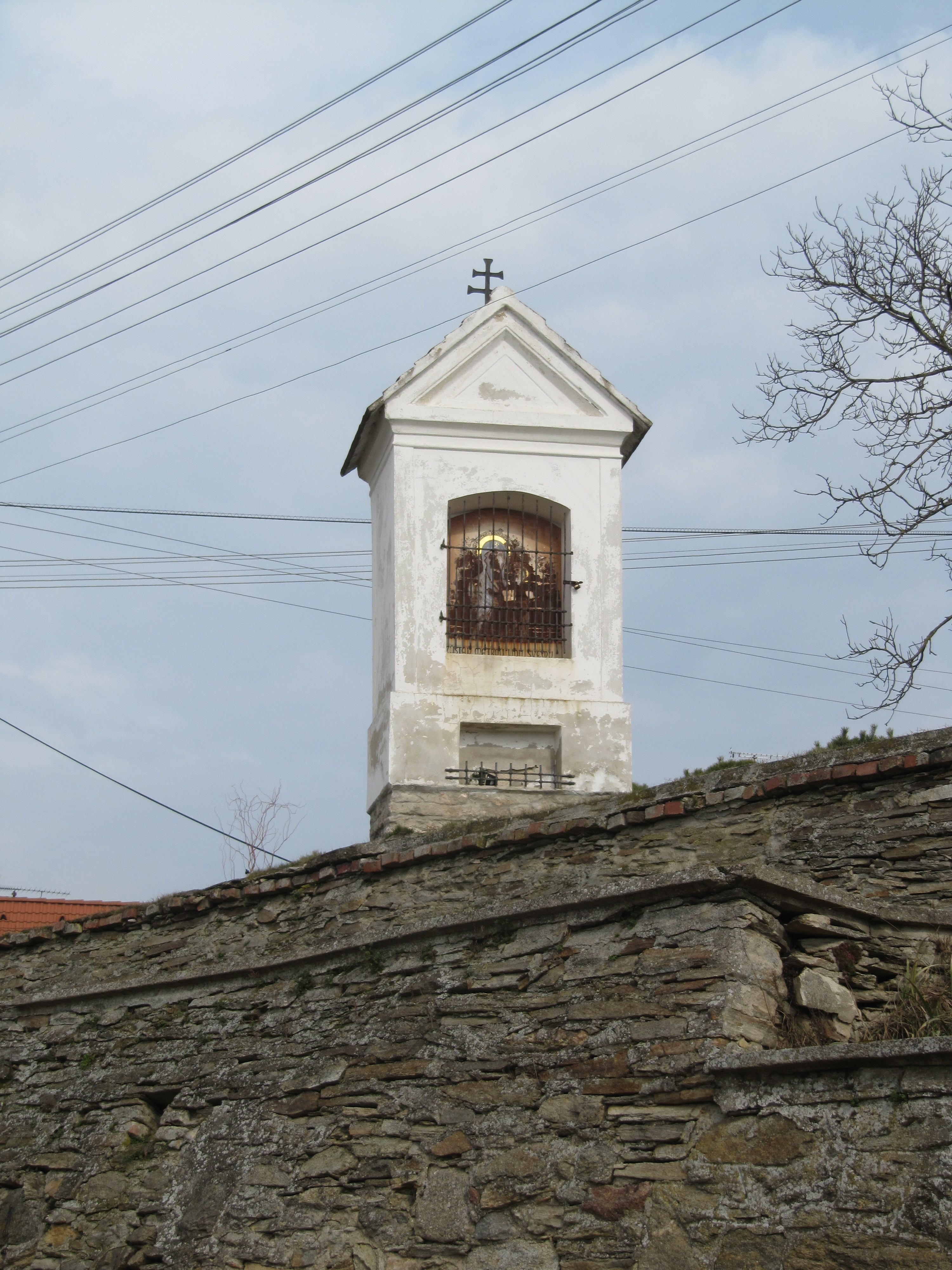
Výklenková kaplička
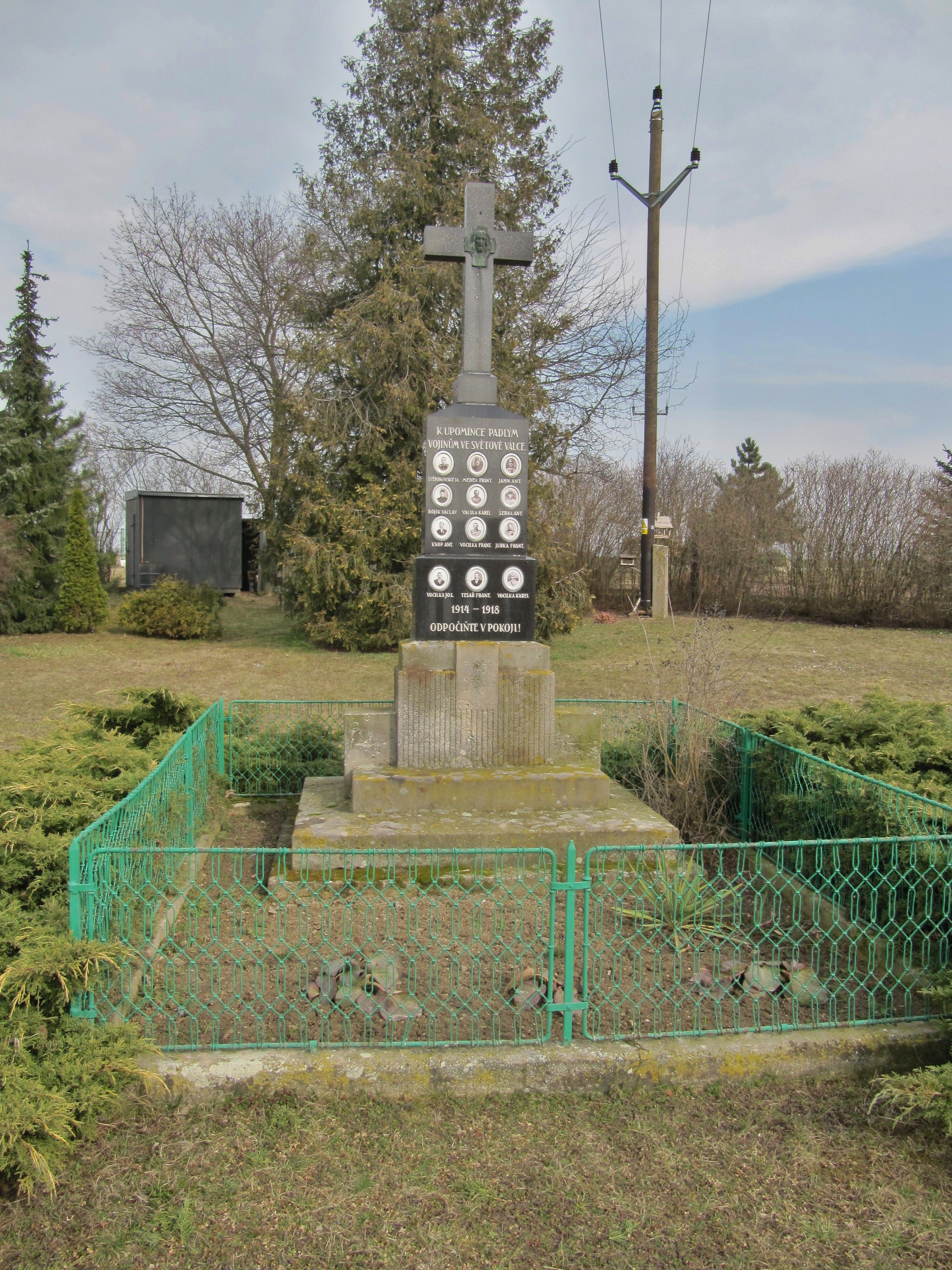
Pomník obětem první světové války
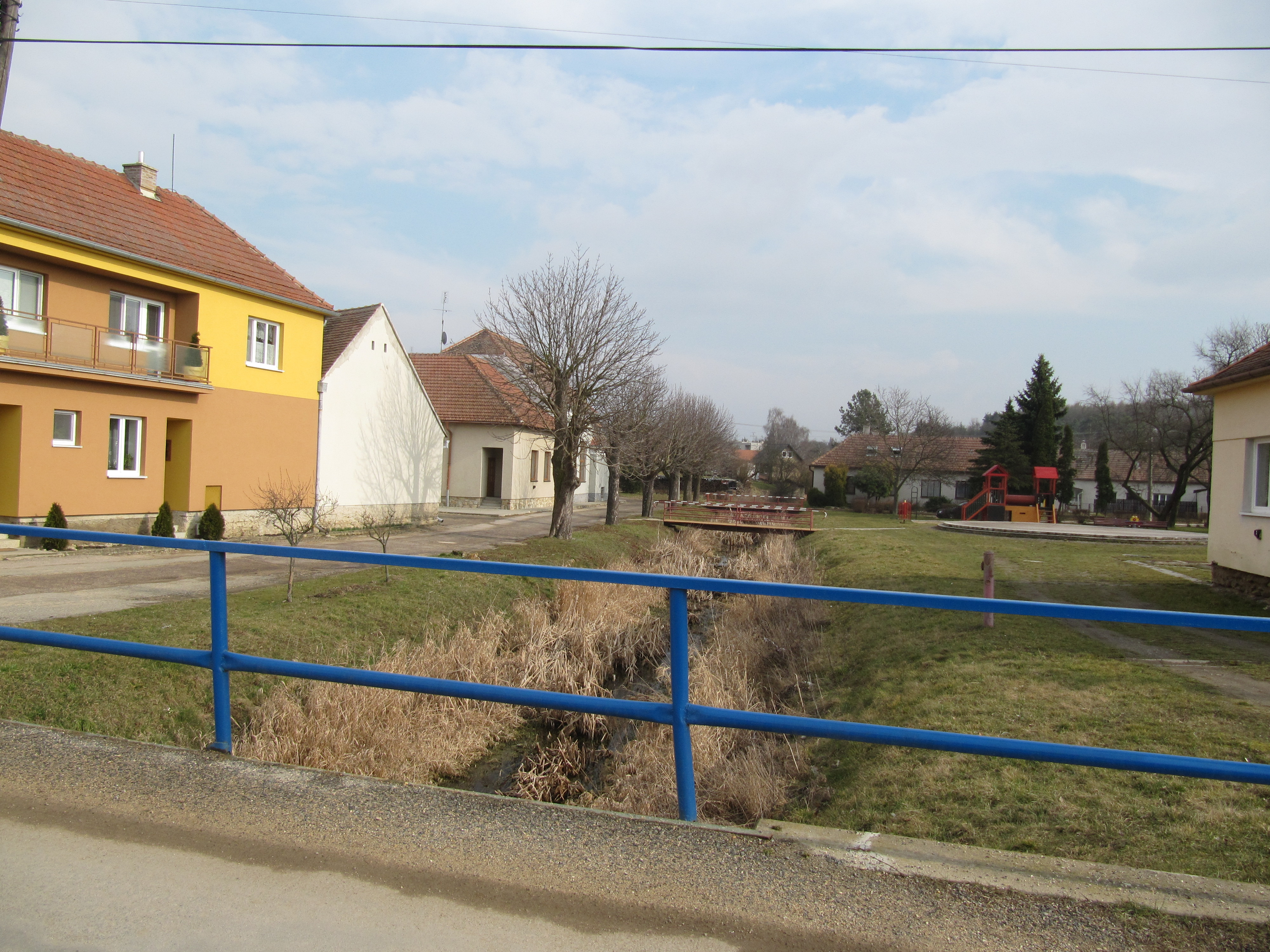
Mramotický potok, protékající vesnicí
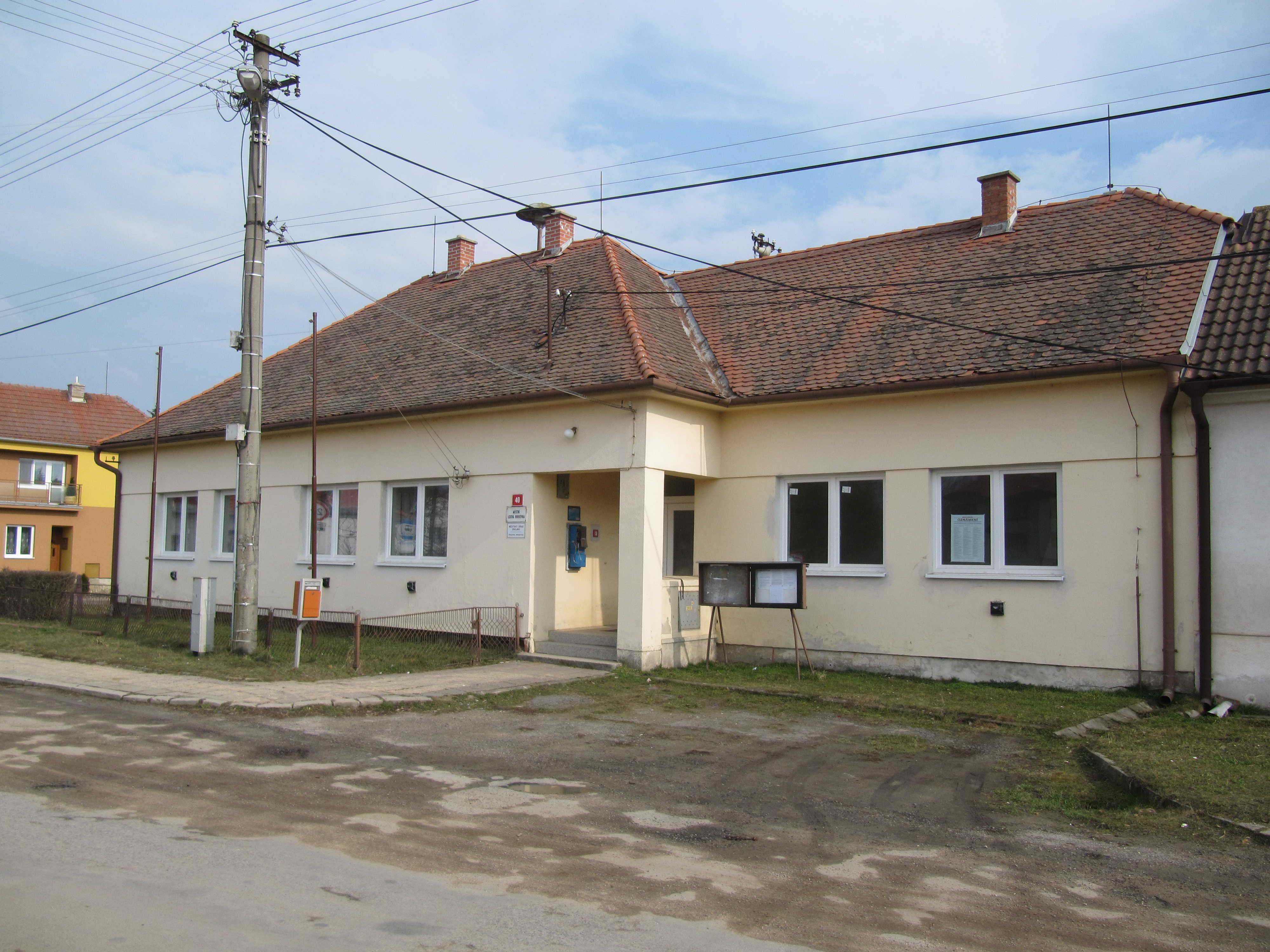
Knihovna